# 皐蘭寺
皐蘭寺（こうらんじ、朝鮮語: 고란사; コランサ）は、忠清南道扶餘郡扶蘇山の北側、白馬江（백마강、ペンマガン）辺にある寺である。1984年5月17日、忠清南道文化財資料第98号に指定された。麻谷寺から分かれてできた寺であり、法堂の建物は崇角寺を移して重建した。

## 概要
皐蘭寺は、百済最後の王城であった扶蘇山城の北西にある落花岩の真下にある。寺の後ろの岩間には皐蘭井があり、その上側の岩間には皐蘭草 Crypsinus hastatusが生えている。
この寺院は、白馬江辺の落花岩の断崖に囲まれたところに位置しているので、大きな堂宇一軒と修行僧のための寮、鐘楼があるだけである。
寺の沿革については、百済末期に創建されたものと推定されているだけで、詳しい記録は伝わっていない。一説によれば、この寺は元来、百済の王たちの休憩のための亭子（あずまや）だったといい、また、宮中の内仏殿であったとも伝わる。百済の第17代阿莘王の時の創建であるとも言われるが、一方で高麗初期の創建であるとも言われる。あるいは、百済が滅亡する際、落花岩から消え去った宮女たちの魂を慰めるために、高麗の顕宗19年（1028年）に作ったという。いずれにせよ、亭子や宮中の内仏殿だったとするには、皐蘭寺は城壁内に位置するわけではないので、高麗時代の創建と考えるのがよりもっともらしい。
法堂の建物は、1797年（朝鮮の正祖21年）に恩山の崇角寺から移してきたものである。上梁文によれば、朝鮮の正祖21年（1797年）に重建したものと記録されている。蓮華文を刻んだ礎石を置き、円柱を立てたところに、柱の上には彫刻装飾の華麗な翼工式栱包（きょうほう）を組み上げた。礎石に刻まれた蓮華文様は高麗時代の技法と推定される。
寺刹の周辺景観が美しく、落花岩にまつわる伝説とともに険峻で奇異な岩、皐蘭草などと有名である。

## 伝説

### 若返りの水
扶餘扶蘇山落花岩の下にある皐蘭寺の岩間から湧き出てくる霊水（皐蘭薬水）には、一杯で三年若返ると言われており、生まれたばかりの赤ん坊になったお爺さんの伝説が伝わってきている。
遠い昔のこと、所夫里（ソブリ）のある村に仲睦まじい老夫婦が暮らしていたが、老いるまで子がなくて、お婆さんは常々取り戻すことのできない歳月を嘆いており、もう一度、回春して子どもを持つことを訴え望んだ。
そんな或る日、お婆さんは日山（일산; イルサン、金城山(금성산); クムソンサン）の道士から扶蘇山の川辺の皐蘭寺の岩には皐蘭草の柔らかい露と岩から滲み出る霊水に驚くべき効き目があるという言葉を聞き、その次の日の明け方、夫を送り出し、その霊水を飲むように言った。ところが、お爺さんが夜になっても帰ってこないと、すぐに、次の日、早く霊水の所に探しに行ってみると、お爺さんはおらず、どういうわけか、生まれたばかりの赤ん坊が夫の服をまとって寝ており、ギョッと驚いた。
お婆さんは「あっ！」と言った。道士が一杯飲んだら三年若くなるという言葉を夫に知らせてあげていなかったことを後悔しながら、産まれたばかりの赤ん坊を抱いて家に帰ってきて大事に育て上げたところ、後にこのお爺さんは国に大きな功を立てて、百済時代最高の位である佐平に昇ったという。

### 百済王の好んだ水
また、もう一つの伝説として、百済の王たちは皐蘭井の泉水を好んだと言われており、宮女たちにその水を取りに行かせ、皐蘭井から確かに取ってきたという証拠に、皐蘭草の葉を2,3枚浮かべて差し出させたという。

## 参考資料
- 皐蘭寺 - 大韓民国文化財庁国家文化遺産ポータル  ※この文書には文化財庁からコンゴンヌリCategory 1として配布した国家文化遺産ポータルの内容を基礎に作成された文が含まれています。